# Euryglossina pseudoatomaria
Euryglossina pseudoatomaria är en biart som beskrevs av Exley 1968. Euryglossina pseudoatomaria ingår i släktet Euryglossina och familjen korttungebin. Inga underarter finns listade i Catalogue of Life.

## Bildgalleri

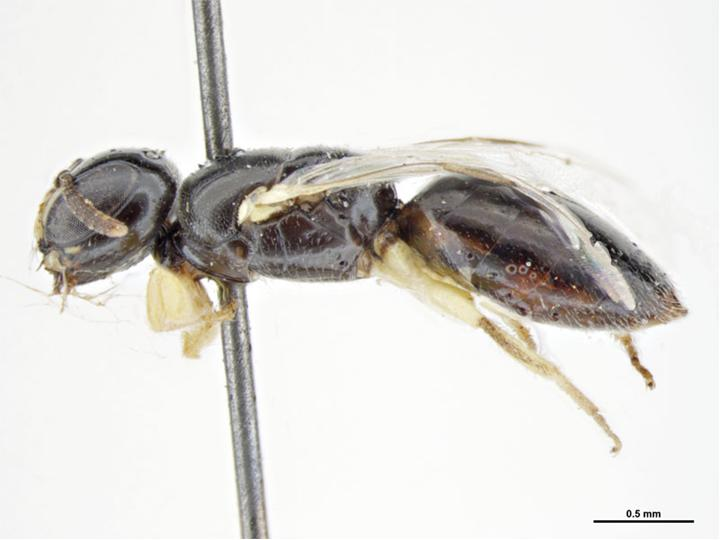